# Martigné-Briand
Martigné-Briand és un municipi francès situat al departament de Maine i Loira i a la regió de País del Loira. L'any 2007 tenia 1.844 habitants.

## Demografia

### Població
El 2007 la població de fet de Martigné-Briand era de 1.844 persones. Hi havia 688 famílies de les quals 184 eren unipersonals (108 homes vivint sols i 76 dones vivint soles), 220 parelles sense fills, 256 parelles amb fills i 28 famílies monoparentals amb fills.
La població ha evolucionat segons el següent gràfic:
Habitants censats

### Habitatges
El 2007 hi havia 802 habitatges, 692 eren l'habitatge principal de la família, 63 eren segones residències i 47 estaven desocupats. 700 eren cases i 95 eren apartaments. Dels 692 habitatges principals, 469 estaven ocupats pels seus propietaris, 205 estaven llogats i ocupats pels llogaters i 18 estaven cedits a títol gratuït; 32 tenien una cambra, 30 en tenien dues, 103 en tenien tres, 163 en tenien quatre i 364 en tenien cinc o més. 488 habitatges disposaven pel capbaix d'una plaça de pàrquing. A 337 habitatges hi havia un automòbil i a 277 n'hi havia dos o més.

### Piràmide de població
La piràmide de població per edats i sexe el 2009 era:
| Homes | Edats   | Dones |
| ----- | ------- | ----- |
| 0     | 95 o +  | 4     |
| 4     | 90 a 94 | 36    |
| 24    | 85 a 89 | 20    |
| 12    | 80 a 84 | 28    |
| 44    | 75 a 79 | 52    |
| 44    | 70 a 74 | 56    |
| 40    | 65 a 69 | 44    |
| 36    | 60 a 64 | 52    |
| 32    | 55 a 59 | 36    |
| 40    | 50 a 54 | 36    |
| 56    | 45 a 49 | 48    |
| 52    | 40 a 44 | 40    |
| 36    | 35 a 39 | 52    |
| 76    | 30 a 34 | 72    |
| 64    | 25 a 29 | 60    |
| 56    | 20 a 24 | 28    |
| 24    | 15 a 19 | 48    |
| 64    | 10 a 14 | 40    |
| 72    | 5 a 9   | 60    |
| 68    | 0 a 4   | 48    |

## Economia
El 2007 la població en edat de treballar era de 1.072 persones, 779 eren actives i 293 eren inactives. De les 779 persones actives 709 estaven ocupades (398 homes i 311 dones) i 70 estaven aturades (32 homes i 38 dones). De les 293 persones inactives 106 estaven jubilades, 102 estaven estudiant i 85 estaven classificades com a «altres inactius».

### Ingressos
El 2009 a Martigné-Briand hi havia 701 unitats fiscals que integraven 1.757 persones, la mediana anual d'ingressos fiscals per persona era de 16.397 €.

### Activitats econòmiques
Dels 88 establiments que hi havia el 2007, 2 eren d'empreses alimentàries, 7 d'empreses de fabricació d'altres productes industrials, 16 d'empreses de construcció, 19 d'empreses de comerç i reparació d'automòbils, 1 d'una empresa de transport, 5 d'empreses d'hostatgeria i restauració, 4 d'empreses financeres, 8 d'empreses immobiliàries, 11 d'empreses de serveis, 8 d'entitats de l'administració pública i 7 d'empreses classificades com a «altres activitats de serveis».
Dels 24 establiments de servei als particulars que hi havia el 2009, 1 era una gendarmeria, 2 oficines bancàries, 1 taller de reparació d'automòbils i de material agrícola, 1 autoescola, 2 paletes, 2 guixaires pintors, 4 fusteries, 4 lampisteries, 2 electricistes, 2 perruqueries, 1 restaurant i 2 agències immobiliàries.
Dels 10 establiments comercials que hi havia el 2009, 1 era una gran superfície de material de bricolatge, 1 una botiga de més de 120 m², 1 una botiga de menys de 120 m², 1 una fleca, 1 una carnisseria, 1 una llibreria, 1 una botiga de roba, 1 una botiga de mobles, 1 un drogueria i 1 una floristeria.
L'any 2000 a Martigné-Briand hi havia 57 explotacions agrícoles que ocupaven un total de 1.804 hectàrees.

## Equipaments sanitaris i escolars
El 2009 hi havia 1 hospital de tractaments de curta durada, 1 hospital de tractaments de mitja durada (seguiment i rehabilitació), 1 farmàcia i 1 ambulància.
El 2009 hi havia 2 escoles elementals.

## Poblacions més properes
El següent diagrama mostra les poblacions més properes.